# Armand Călinescu
Pour les articles homonymes, voir Călinescu.
Armand Călinescu, né le 22 mai 1893 à Pitești et mort le 21 septembre 1939 à Bucarest, est un économiste et homme politique roumain.

## Biographie
Après des études de droit et philosophie à l'université de Bucarest, il obtient un doctorat en sciences politiques et économiques à Paris.
Membre du Parti national paysan, il est élu député entre 1926 et 1937.
Son attitude intransigeante face aux « légionnaires » de la Garde de fer conduit en 1933 à la chute du gouvernement Vaida-Voevod, dont il fait partie. Il intègre ensuite le gouvernement mené par Octavian Goga comme ministre des Affaires intérieures.
En 1938, il est à l'origine de l'arrestation du chef des « légionnaires » : Corneliu Codreanu, ensuite condamné à 10 ans de travaux forcés aux mines de sel pour « collusion avec une puissance étrangère » (l'Allemagne nazie). Călinescu combat par les armes ce mouvement fasciste et antisémite, fait tirer sur ses rassemblements, et commandite l'exécution, sans jugement, de leur chef durant sa détention.
Călinescu est membre fondateur, en décembre 1938, du parti royaliste le « Front de la renaissance nationale » de Carol II. Après avoir été brièvement ministre de la Santé, ministre de l'Éducation nationale et ministre de la Défense nationale, le roi le nomme président du Conseil des ministres du royaume de Roumanie le 7 mars 1939.
Armand Călinescu poursuit la politique de ses prédécesseurs consistant à un rapprochement avec la France et la Grande-Bretagne et en septembre 1939, il autorise le gouvernement, l'or polonais et les restes de l'armée, à embarquer à Constanța sur les bateaux du Service maritime roumain et sur le navire britannique HMS Eocene du Cdt. Robert E. Brett, pour rejoindre à Alexandrie, en Égypte britannique, ce qui deviendra l'Armée polonaise de l'Ouest, qui combattra ensuite en France, puis au Royaume-Uni. Le gouvernement polonais évita ainsi la capitulation de la Pologne et permit aux combattants polonais de continuer la lutte contre l'Allemagne.
Les « légionnaires » dénoncent l'existence d'un plan d'Armand Călinescu, approuvé par la Grande-Bretagne, de destruction des champs pétrolifères de Ploiești en cas d'attaque allemande sur la Roumanie. Armand Călinescu est assassiné le 21 septembre 1939, à Bucarest, par des « légionnaires », comme « vengeance pour les persécutions » qu'ils avaient subies, dont la mort de leur fondateur.